# ザーリャ

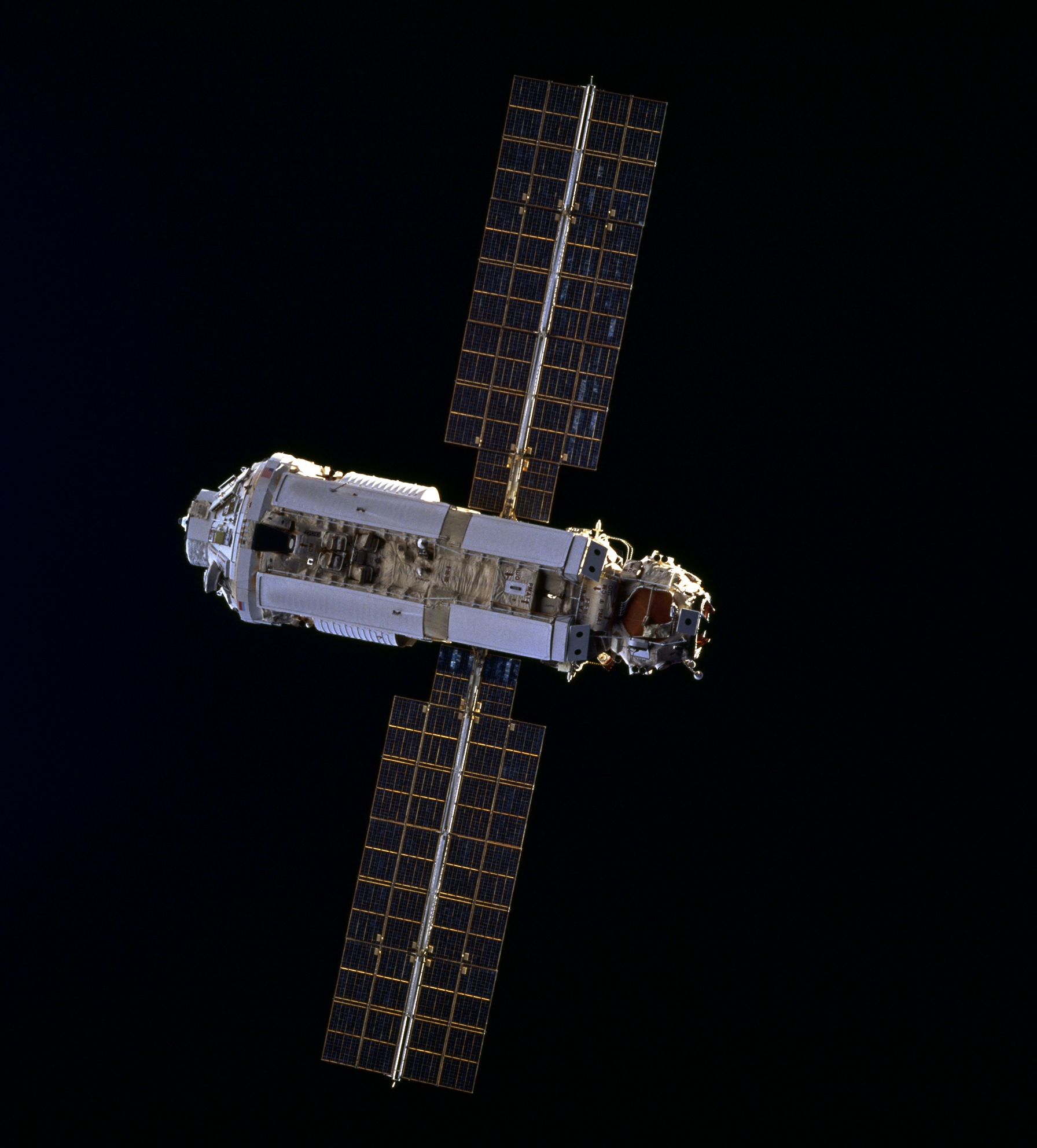
STS-88 で撮影されたザーリャモジュール (NASA)

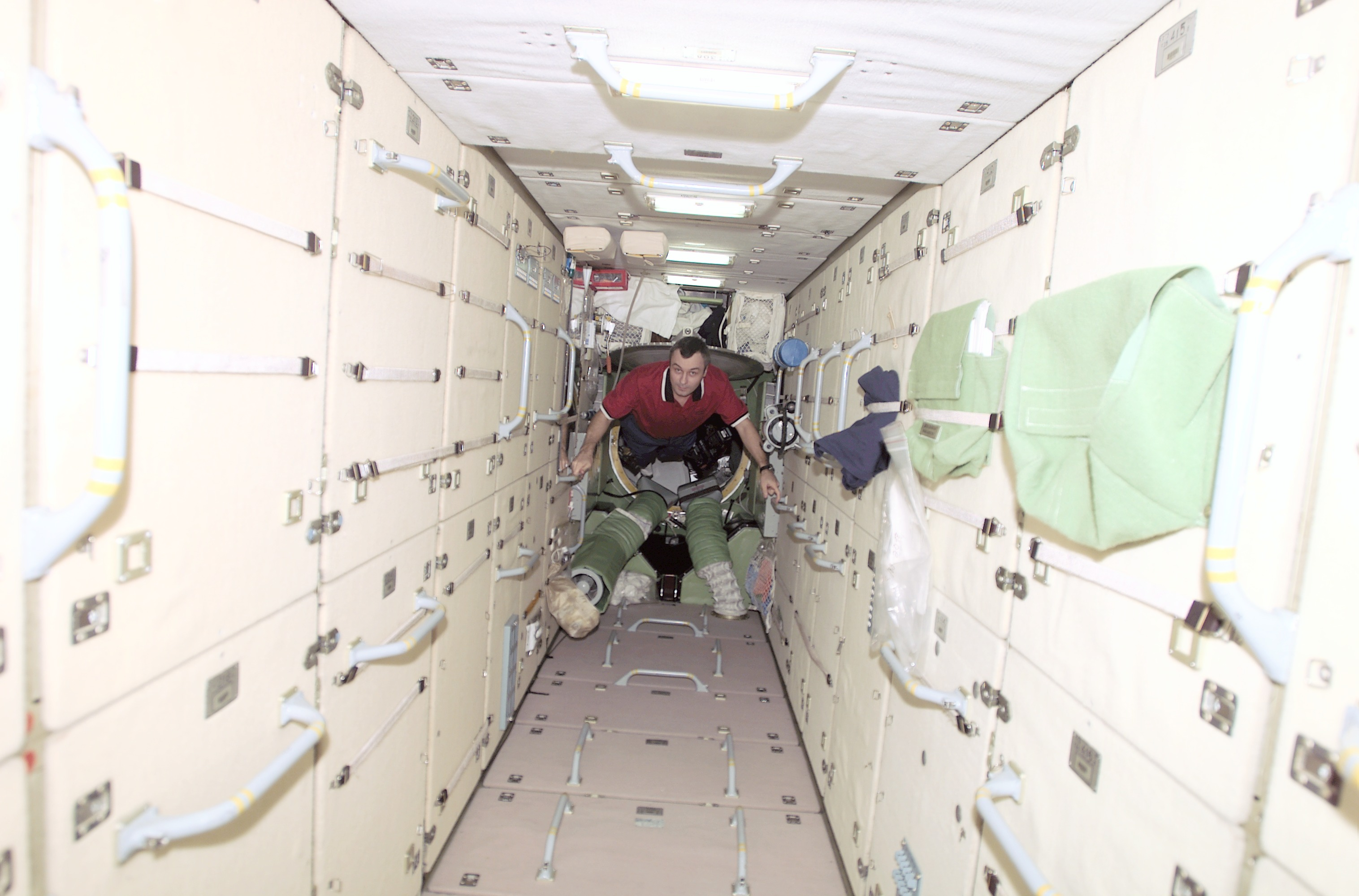
ザーリャ内部の様子（2001年撮影）

ザーリャ（露: Заря́、「日の出」の文語表現）とは、最初に打ち上げられた国際宇宙ステーション (ISS) のモジュールである。

## 概要
「基本機能モジュール」とも呼ばれ、機能的にはロシアのサリュート計画のために設計されたTKSの子孫にあたる。ISS の組み立て初期における、電力供給、貯蔵庫、推進・姿勢制御、誘導の各機能を提供した。より専門的な機能を備えた他のモジュールが構築されるに従って、不要になった機器は撤去され内部の与圧区画は倉庫兼、通路として使われるようになった。また外部の燃料タンクはその後も推進剤の貯蔵用として使われているが、スラスタは使用していない。
設計寿命は15年以上であり、ISSで最初に設計寿命に到達する与圧モジュールになるが、米露で寿命延長のための構造評価などが行われており、2020年頃までは問題なく使用できると考えられている。

### 名称
「ザーリャ」という名前はロシア語由来のもので「日の出」の意味があり、FGB への命名は宇宙空間における国際協調が新時代を迎えようとしていることを表している。なお、ロシア語の発音では第二音節にアクセントがあるため、「ザーリャ」ではなく「ザリャー」となるが、日本の科学技術庁および宇宙開発委員会は、英語の発音に基づく「ザーリャ」のカタカナ表記に統一することとしている。

## 設計
全長12.55m、最大部の直径4.1mで重量19.3トン
ザーリャにはドッキング・ポートが3つあり、両端に1つずつと、もう1つは側面(地球方向側)にある。一端にはズヴェズダが、もう一端にはPMA-1を介してユニティが取り付けられている。側面（軸方向または天底）のポートは、ロシアのソユーズやプログレス補給船のドッキングに使われていたが、2010年5月にSTS-132でミニ・リサーチ・モジュール1(MRM-1)が運ばれてここに結合された。
10.67m x 3.35m のソーラーパネルが2枚とニッケル・カドミウム電池を6基装備しており、平均3kWの電力を供給できたが、2007年9月にP1トラスおよびS1トラスのラジエータとの干渉を避けるためにソーラーパネルが折り畳まれ、以後は米国側から電力供給を受けている。16個の外部燃料タンクには6トンの推進剤を貯蔵でき、24基の大型スラスターと12基の小型スラスターを持ち、2基の大型エンジンで軌道の引き上げや軌道変更を行った。
初期にはバッテリー充電回路に問題を抱えていたが、後に解決することができた。打ち上げ時には ISS の規則から免除されていたため、ザーリャには米国基準並みの強固なデブリシールドは備えられていなかったが、周囲を他のモジュールに囲まれて衝突リスクは低くなったため、ザーリャのデブリ強化策は考慮されていない。

## 製造
ザーリャはモスクワにあるロシアのクルニチェフ国家研究生産宇宙センター (KhSC) で1994年12月から1998年1月にかけて製造されたもので、公式には米国が資金提供し所有している。計画の一部に組み込まれることとなったのは、ロッキードの「Bus-1」オプションよりも大幅に低価格（4億5000万ドルに対し2億2000万ドル）だったためである。契約の一部として、ほとんどの同一モジュール（「FGB-2」と呼ばれている）が予備として KhSC で製造された。このモジュールの用途について様々な提案がされた。例えば、プログレス補給船の潜在的な代替機、ドッキングと貯蔵庫のモジュール、汎用のドッキングモジュール、商用モジュール、独立した宇宙ステーション等として用いる事が提案された。

## 打ち上げ

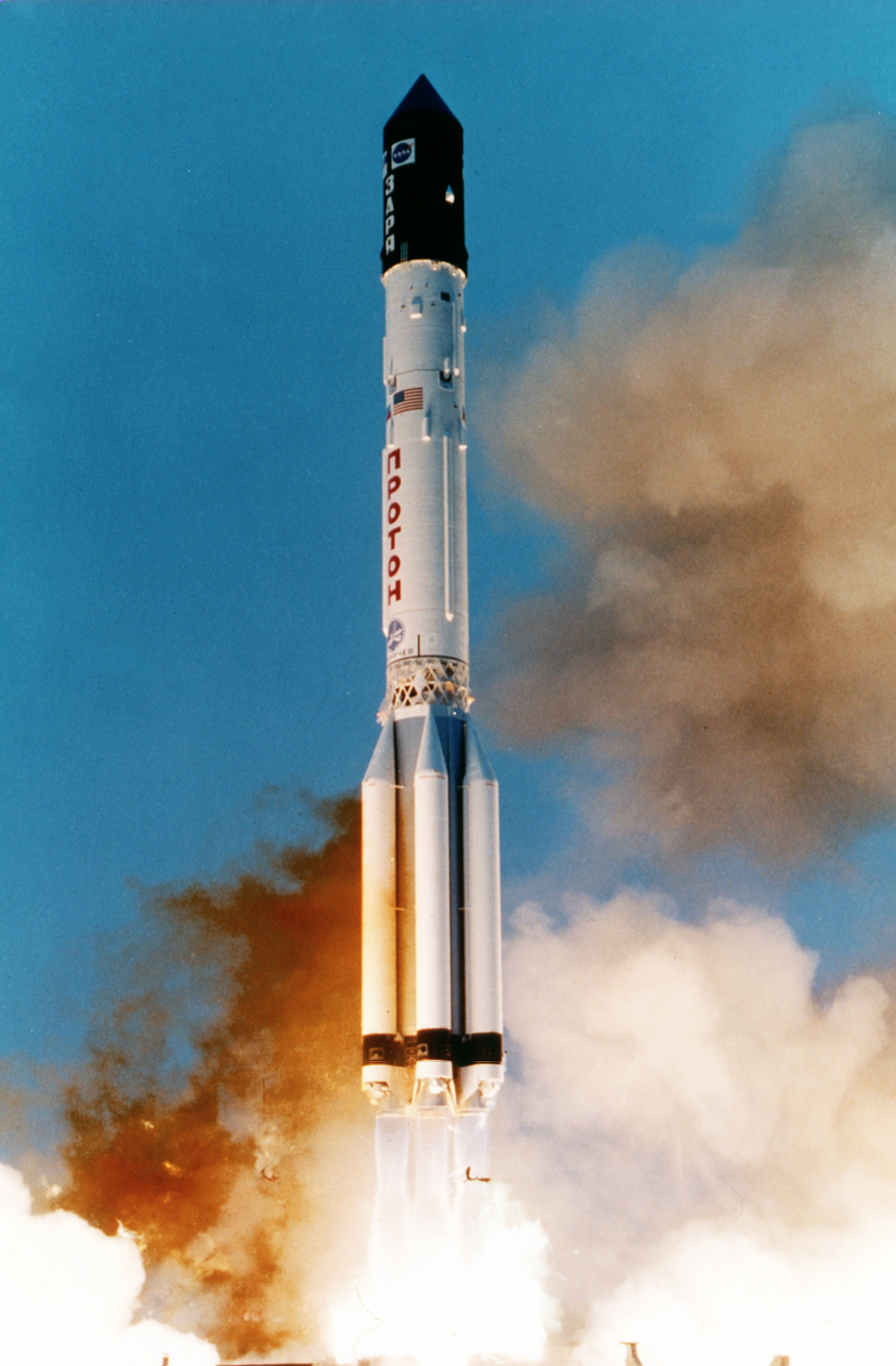
ザーリャモジュールの打ち上げ

1998年11月20日にカザフスタンのバイコヌール宇宙基地からロシアのプロトンロケットで打ち上げられ、400km（250マイル）の軌道に無人の状態で投入された。ザーリャが軌道投入された後の1998年12月4日にスペースシャトル・エンデバーが打ち上げられ、ユニティモジュールが接続された。この時軌道上で初めて宇宙飛行士が入室し、備品の搬入や内部機器の整備をおこなった。
6ヶ月から8ヶ月の間だけ自立的に飛行できるように設計されていたが、ロシアのサービスモジュール「ズヴェズダ」の遅れにより、ザーリャはほとんど2年間自立飛行しなければならなかった。最終的に2000年7月12日にズヴェズダが打ち上げられ、7月26日にロシアのクルスシステムでドッキングした。

## 諸元
- 全長：12.56m（41.2フィート）
- 直径：4.11m（13.5フィート）
- ソーラーパネルの全長：10.67m
- ソーラーパネルの全幅：3.35m
- 質量：19,300kg (42,600lb)